# Benthopecten spinosus
Benthopecten spinosus is een zeester uit de familie Benthopectinidae.
De wetenschappelijke naam van de soort werd in 1884 gepubliceerd door Addison Emery Verrill.